# Flakbatterie Eckwarderhörne

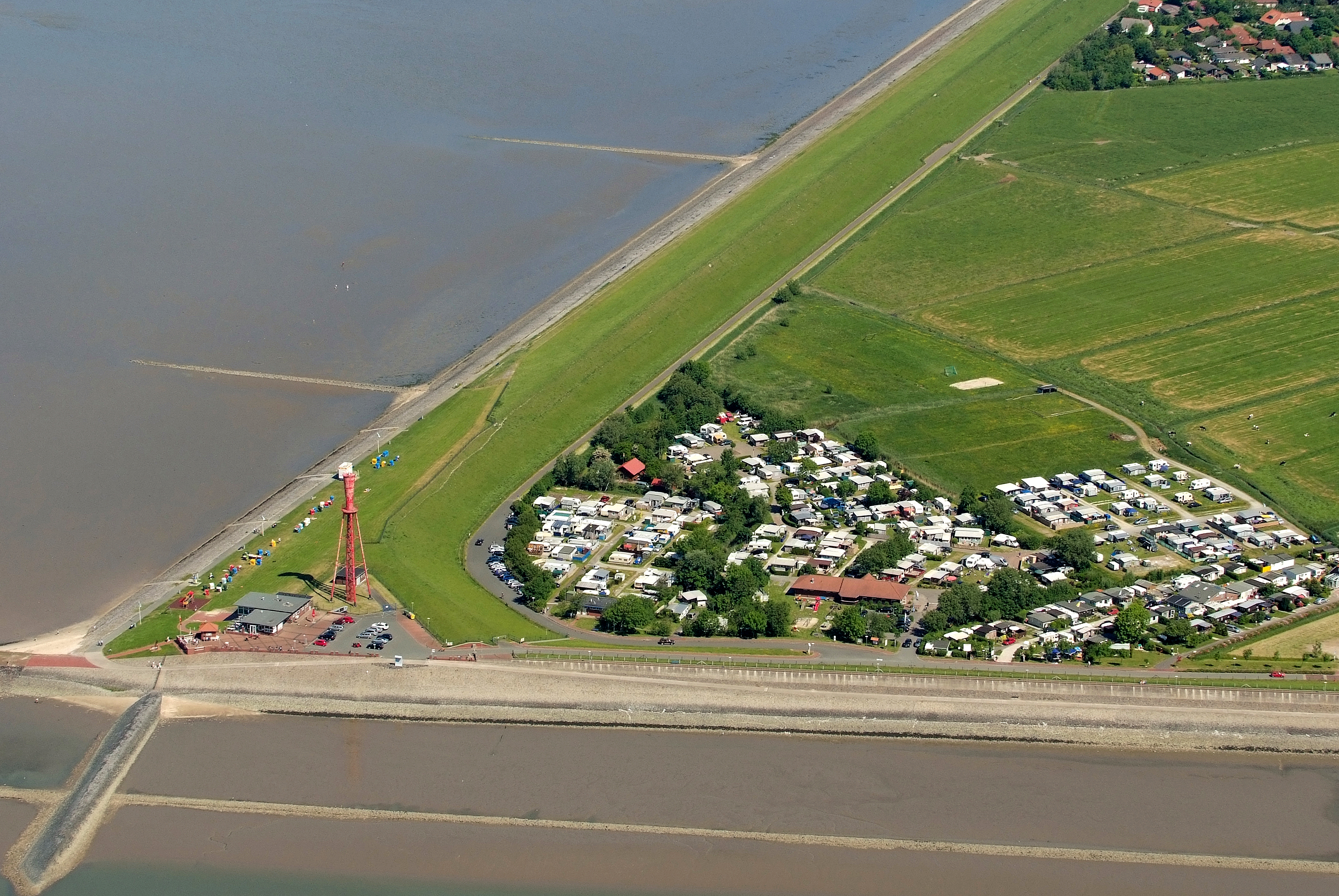
Standort der Flakbatterie an der Landspitze in Eckwarderhörne

Die schwere Flakbatterie Eckwarderhörne war im Zweiten Weltkrieg eine verbunkerte Stellung der Marine-Flak im Südwesten Butjadingens.

## Organisatorische Eingliederung

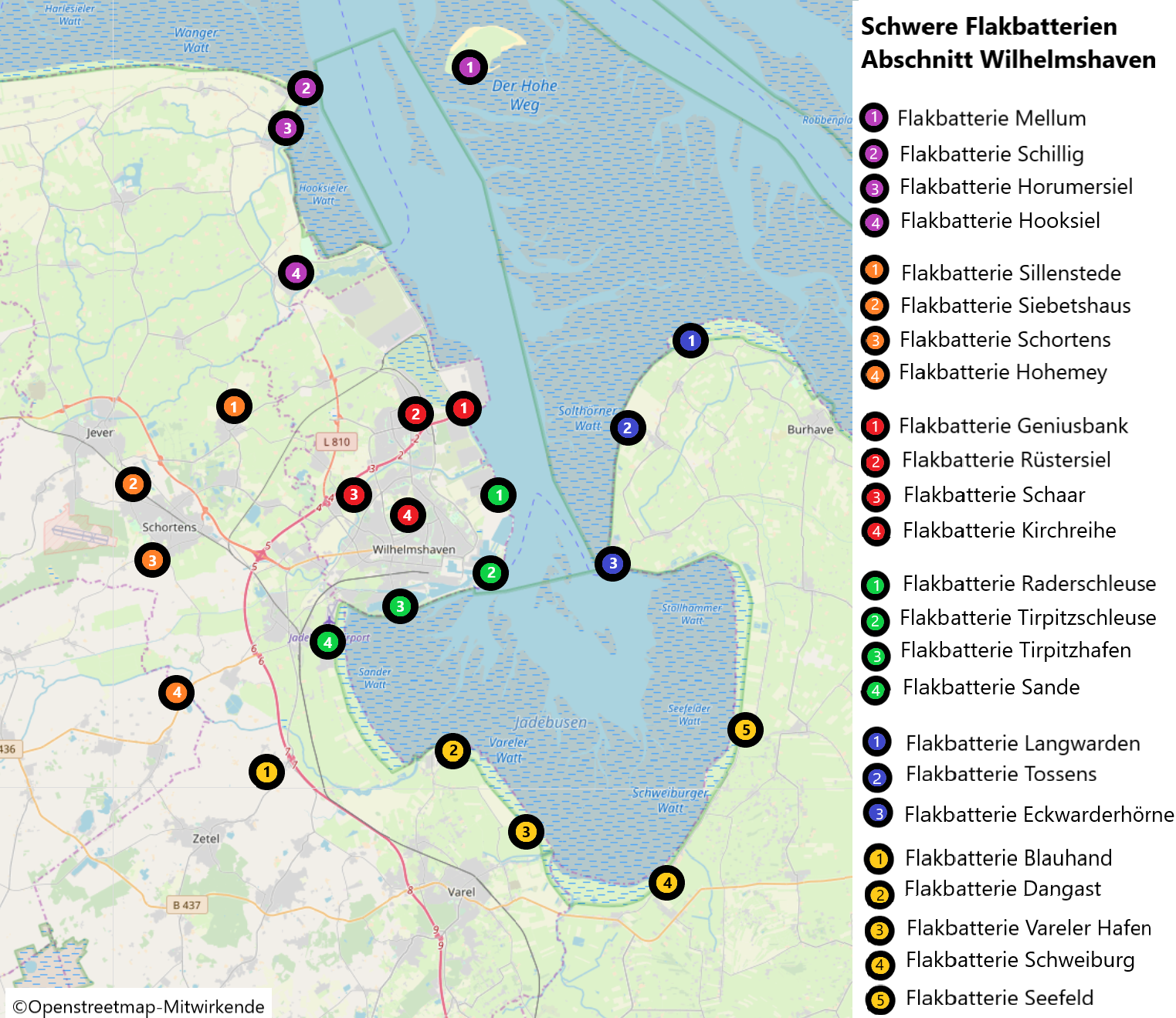
Position der Flakbatterien im Abschnitt Wilhelmshaven

Für die Küstenverteidigung war der Küstenbefehlshaber Deutsche Bucht verantwortlich. Die Batterie gehörte als Teil der II. Marineflakbrigade zum Abschnitt Wilhelmshaven. Die Flakbatterie gehörte zur Marineflakabteilung 272, deren Flakuntergruppenkommando Ost in Tossens lag.

## Geschichte

### Vorgeschichte
Die Flakbatterie Eckwarderhörne befand sich an der strategisch wichtigen Landspitze im Südwesten Butjadingens. An diesem Ort lag ab 1810 bereits die französische Großwürder Batterie und danach eine Preußische Batterie zum Schutz Wilhelmshavens.

### 8,8 cm – Erster Ausbau
Die veraltete Befestigungsanlage im Deich bei Eckwarderhörne war im Jahr 1938 mit der Besetzung des Sudetenlandes zur Flakbatterie ausgebaut worden. Diese mit vier 8,8-cm-Flakgeschützen ausgestattete Anlage wurde von aktiven Artilleristen der 2. M.A.A. und Reservisten besetzt und im August 1939 zu Beginn der Mobilmachung gefechtsbereit gemacht.

### 10,5 cm – Zweiter Ausbau
Im Frühjahr 1940 wurde die Batterie mit vier 10,5-cm-Flakgeschützen aufgerüstet. Drei dieser Geschütze mussten jedoch im September 1940 samt Personal auf Befehl des Kommandos der Marinestation der Nordsee an die neue Marine Flakabteilung 806 für den Einsatz in Lorient abgegeben werden. Im Dezember desselben Jahres erhielt die Batterie gleichwertigen Ersatz für die abgegebenen Geschütze und 60 Mann größtenteils nicht für die Flak ausgebildetes neues Personal.
Im Frühjahr 1942 begann die Vorbereitung für den Umbau der Batterie in eine moderne Bunkerbatterie mit dem Versetzen der 10,5-cm-Geschütze in etwa 30 Meter östlich vom Deich behelfsmäßig errichtete Stellung. Zunächst wurden die alten Bunker, die Geschützbettungen und der alte Leitstand im Deich abgetragen. Danach wurde am gleichen Ort ein unterirdisches Bunkersystem erbaut, das über eine 60 cm dicke Bunkerdecke verfügte. Auf dieser Decke befand sich nun der neue Leitstand und drei Geschützbettungen die vom unterirdischen Bunkersystem aus erreichbar waren. Hinzu kam der Bau eines Geschützhochbunkers für ein viertes Geschütz und die Errichtung eines zweiten Leitstandes sowie eines Maschinenbunkers hinter dem Deich. Der Umbau war im August 1942 abgeschlossen. Im November 1942 wurden die Deckenschilde für die Geschütze nachgerüstet.

### 12,8 cm – Dritter Ausbau
Zu Beginn des Jahres 1944 wurde die Batterie von 10,5 cm auf 12,8-cm-Geschütze Flak 40 M umgerüstet. Sowohl auf dem Deich als auch auf dem Bunkersystem wurden je zwei neue Geschützbettungen gebaut. Der Leitstand 1 wurde außer Betrieb genommen nur noch als Ausguck verwendet. Am 18. März 1944 konnten drei Geschütze feuerbereit gemeldet werden, das vierte folgte am nächsten Tag. Am 22. März kam es aufgrund eines Defektes im elektronischen Steuersystem der Batterie zu einem Totalausfall der Batterie, der nach zwei Tagen behoben werden konnte.

### Zoologische Ereignisse
Einer der Soldaten der Batterie war zuvor im Frankfurter Zoo beschäftigt. Mit Einwilligung des Batteriechefs durfte dieser außerhalb des Dienstes ornithologische Untersuchungen vornehmen. Dieser Mann regte auch die Rettung von mehreren Seehundjungtieren an, die an den Frankfurter Zoo zur Aufzucht übergeben wurden. Im Februar 1944 strandete ein Wal (nach Foto vermutlich ein Buckelwal) im Watt vor der Batterie, das Tier konnte mit großer Mühe zurück ins Wasser gebracht werden, strandete jedoch kurz darauf erneut vor der Batterie. Eine zweite Befreiung des Tieres scheiterte, um dem Tier einen qualvollen Tod zu ersparen, entschied der Batteriechef die Tötung des Tieres, die schließlich mit einer geballten Ladung im Maul des Tieres erfolgte. Die Fischereibehörde schleppte das Tier mit einem Fischkutter zur Verwertung nach Bremerhaven, wo das 20,15 Meter lange und 45 Tonnen schwere Tier auf etwa drei Jahre geschätzt wurde. Die Fangprämie wurde in eine Feier mit der lokalen Bevölkerung investiert.

### Nachkriegszeit
Nach dem Krieg wurde die Batterie gesprengt und für Deichsicherungsmaßnahmen beseitigt, heute ist obertägig nichts von der Anlage zu erkennen. Angeblich seien unter dem heutigen Parkplatz noch alte Bunker vorhanden.